# The Addams Family (videogioco 1991 PC Engine)
The Addams Family è un videogioco a piattaforme e sparatutto sviluppato dalla ICOM Simulations e pubblicato dalla NEC Technologies nel 1991 per la console PC Engine dotata di espansione per CD-ROM. Il titolo è ispirato al film La famiglia Addams e ha per protagonista uno degli antagonisti del film, Tully Alford.

## Trama
Nell'introduzione appare un'immagine digitalizzata di Tully Alford nel film, interpretato da Dan Hedaya, e si sentono voci digitalizzate in inglese (non originali del film) che fanno capire la situazione. Tully è l'avvocato della famiglia Addams, ma è intenzionato a impadronirsi delle loro ricchezze. Si avventura quindi nella loro magione, piena di pericoli e creature mostruose e difesa anche dagli stessi Addams. Avanzando nel gioco vengono mostrate altre scene digitalizzate come l'introduzione.
Fester Addams è un personaggio importante, che appare più volte come avversario, ma se si riesce a colpirlo in testa può tornargli la memoria ed è l'unico che può far accedere Tully alla stanza del tesoro degli Addams.

## Modalità di gioco
Il gioco è un platform bidimensionale a scorrimento prevalentemente orizzontale. Tully Alford si presenta con in mano un ombrello e una valigetta ed è in grado di sparare proiettili magici dall'ombrello. Può saltare e accovacciarsi ed è dotato di una barra dell'energia ricaricabile e di più vite.
Una volta raggiunto il salone principale della magione, varie porte consentono di passare tra ambienti diversi, affrontando un percorso non lineare, ma molte sono accessibili solo dopo aver trovato la relativa chiave. La chiave di un certo colore apre tutte le porte con sopra un ornamento di quel colore.
La magione ha due piani e 22 stanze, inoltre ci sono molte gallerie in un labirinto sotterraneo.
Oltre a molte creature e personaggi surreali, come nemici si dovranno affrontare più volte i vari personaggi della famiglia Addams.
L'ombrello può essere potenziato di un livello e si può trovare anche una spada, sguainabile all'occorrenza; attacca a corto raggio, ma contro certi nemici è l'unica arma efficace. Una riserva limitata di libri sull'Uragano Irene (libro che ha un ruolo anche nel film) funzionano da smart bomb.
Una certa pozione permette a Tully di trasformarsi in lupo mannaro e in questa forma è molto più resistente, pur continuando ad aggirarsi con la valigetta e con le stesse armi.

## Colonna sonora
Nell'introduzione è presente il tema della famiglia Addams in versione originale digitalizzata.